# Snap (football americano)
Nel football americano, lo snap è il movimento con cui il centro, l'uomo centrale della linea di attacco, che tiene il pallone in mano appoggiato a terra, fa partire l'azione consegnando la palla nelle mani del quarterback il quale deciderà in base allo schema se lanciarlo o consegnarlo con un handoff ad un running back.